# Языки залива Гелвинк
Гелвинк-бейские языки (языки залива Гелвинк) — группа (фила) папуасских языков, распространённых на территории Индонезии. Общее число языков, согласно Ethnologue — 33.

## Классификация
1. Восточные гелвинк-бейские языки
  1. Анаси язык
  2. Барапаси язык
  3. Баузи язык
  4. Бурате язык
  5. Вория язык
  6. Демиса язык
  7. Кофеи язык
  8. Ниса язык
  9. Саури язык
  10. Тефаро язык
  11. Тунггаре язык
2. Лейк-плейнские языки
  1. Аверские языки
    1. Авера язык

  2. Восточные лейк-плейнские языки
    1. Таворта язык
    2. Фоау язык

  3. Расава-сапонские языки
    1. Расава язык
    2. Сапони язык

  4. Тарику языки
    1. Восточные тарику языки
      1. Биритаи язык
      2. Варитаи язык
      3. Доутаи язык
      4. Каий язык
      5. Квериса язык
      6. Обокуитаи язык
      7. Папасена язык
      8. Сикаритаи язык
      9. Эритаи язык

    2. Дувле языки
      1. Дувле язык

    3. Западные тарику языки
      1. Кирикири язык
      2. Таусе язык
      3. Фаю язык

    4. Центральные тарику языки
      1. Иау язык
      2. Эдопи язык
3. Ява языки
  1. Саверу язык
  2. Ява язык

Предположительно, к восточной группе языков залива Гелвинк относится язык кеху.